# Tomasz Dymanowski
Tomasz Dymanowski (ur. 12 grudnia 1973 w Ostrowcu Świętokrzyskim) – polski piłkarz grający na pozycji bramkarza.
Tomasz Dymanowski jest wychowankiem  KSZO Ostrowiec Świętokrzyski. W swojej karierze grał w takich klubach jak Sokół Pniewy, Sokół Tychy, Stasiak Opoczno czy Stal Rzeszów.
W pierwszej lidze Dymanowski zadebiutował 23 sierpnia 1997 roku. Dotychczas rozegrał w niej 20 spotkań (wszystkie w barwach KSZO Ostrowiec Św.).